# كيم ويلكنز
كيم ويلكنز (بالإنجليزية: Kim Wilkins)‏‏ (22 ديسمبر 1970 في لندن - ) مؤلفة، وروائية، وكاتِبة من أستراليا.